# Пассірано
Пассірано (італ. Passirano) — муніципалітет в Італії, у регіоні Ломбардія, провінція Брешія.
Пассірано розташоване на відстані близько 460 км на північний захід від Рима, 70 км на схід від Мілана, 16 км на північний захід від Брешії.
Населення — 7141 особа (2014).
Щорічний фестиваль відбувається другої неділі жовтня. Покровитель — святий Зенон.

## Демографія
Населення за роками:

Станом на 1 січня 2023 року в муніципалітеті офіційно проживав 391 іноземець з 46 країн, серед них 100 громадян країн Євросоюзу та 26 громадян України.

## Сусідні муніципалітети
- Кастеньято
- Каццаго-Сан-Мартіно
- Корте-Франка
- Монтічеллі-Брузаті
- Оспіталетто
- Падерно-Франчіакорта
- Провальйо-д'Ізео
- Роденго-Саяно